# Brigetta Barrett
Brigetta Barrett (ur. 24 grudnia 1990 w hrabstwie Westchester) – amerykańska lekkoatletka specjalizująca się w skoku wzwyż.
W 2011 zwyciężyła w uniwersjadzie, a następnie była finalistką mistrzostw świata. Podczas igrzysk olimpijskich w Londynie, latem 2012, zdobyła srebrny medal przegrywając tylko z Rosjanką Anną Cziczerową. Rok później zdobyła srebro mistrzostw świata w Moskwie.
Medalistka mistrzostw USA oraz mistrzostw NCAA w hali i na stadionie.
Rekordy życiowe: stadion – 2,04 (22 czerwca 2013, Des Moines).

## Osiągnięcia
| Rok  | Impreza              | Miejsce  | Pozycja     | Wynik |
| ---- | -------------------- | -------- | ----------- | ----- |
| 2011 | Uniwersjada          | Shenzhen | 1. miejsce  | 1,96  |
| 2011 | Mistrzostwa świata   | Taegu    | 10. miejsce | 1,93  |
| 2012 | Igrzyska olimpijskie | Londyn   | 2. miejsce  | 2,03  |
| 2013 | Mistrzostwa świata   | Moskwa   | 2. miejsce  | 2,00  |